# Kainotropita
La kainotropita és un mineral de la classe dels fosfats.

## Característiques
La kainotropita és un vanadat de fórmula química Cu₄Fe3+O₂(V₂O₇)(VO₄). Va ser aprovada com a espècie vàlida per l'Associació Mineralògica Internacional l'any 1980. Cristal·litza en el sistema ortoròmbic. És un dels poc minerals que conté coure i el grup divanadat, juntament amb la blossita, l'engelhauptita, la volborthita i la ziesita.

## Formació i jaciments
Va ser descoberta a la fumarola Iadovítaia del volcà Tolbàtxik, a l'óblast de Kamtxatka (Rússia). Es tracta de l'únic indret on ha estat trobada aquesta espècie mineral.